# Bugg (tuggummi)

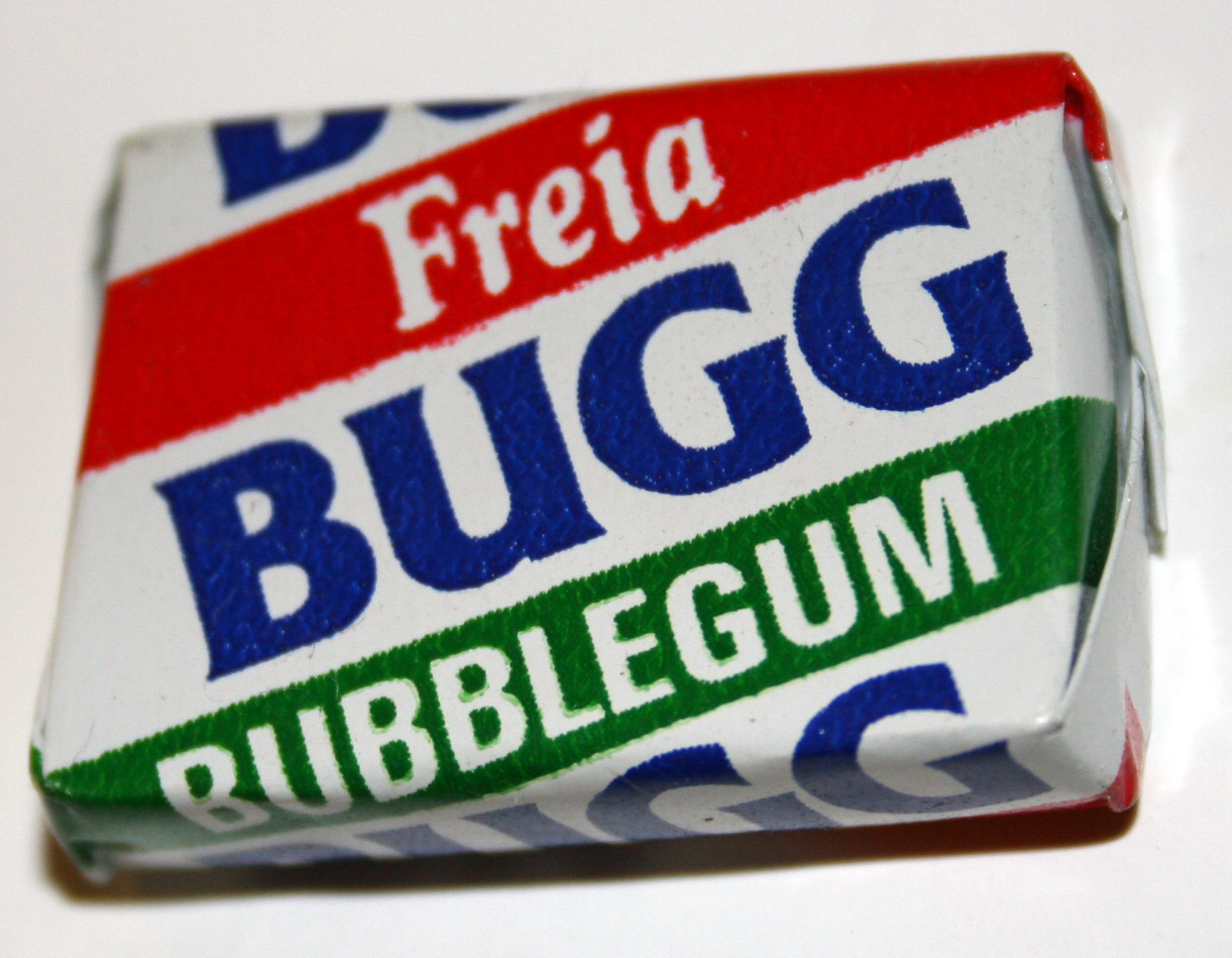
Norsktillverkad Bugg, 1978.

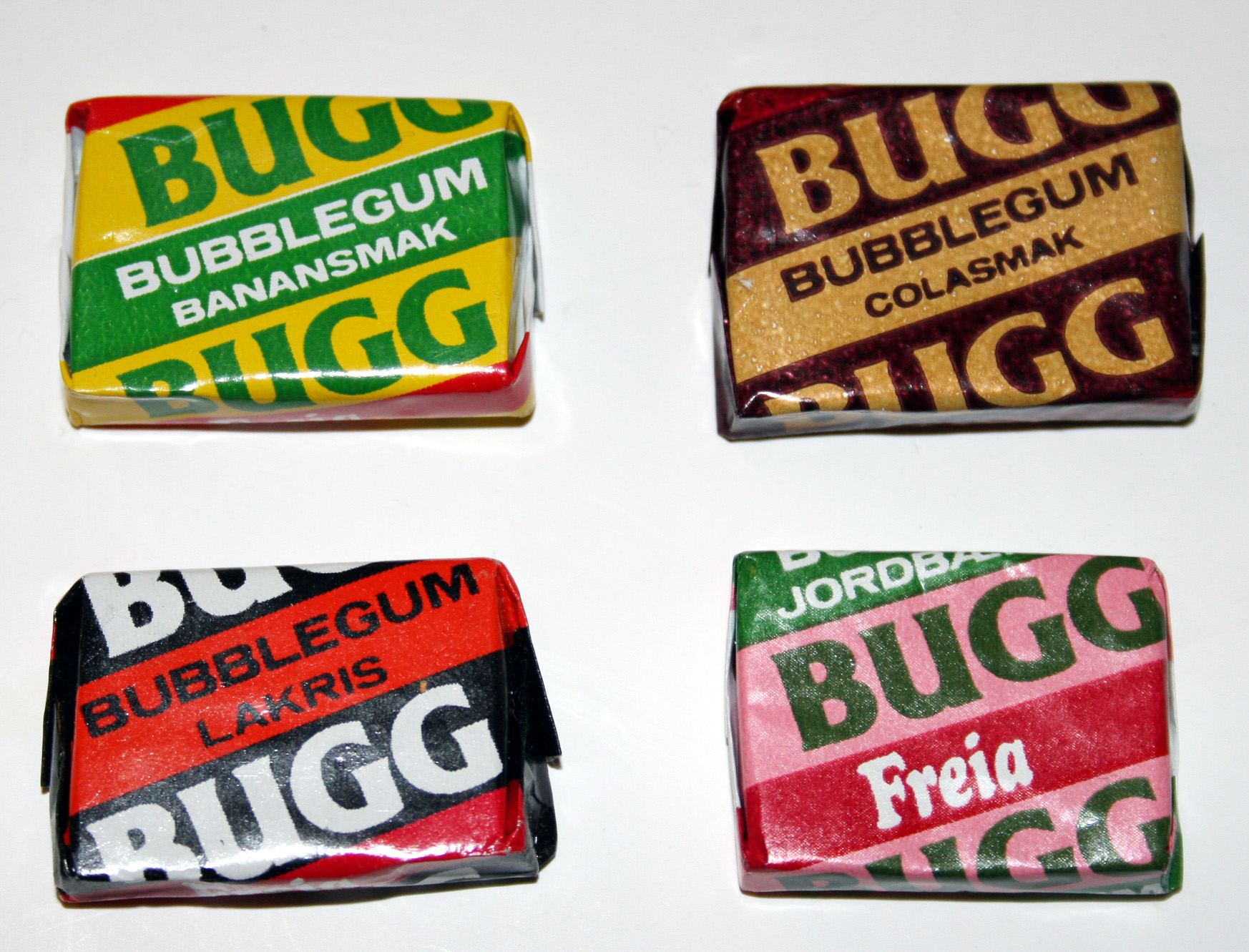
Bugg (1980–1982) i smakerna banan, cola, lakrits och jordgubb.

Bugg var ett varumärke för bubbelgum i olika smaker som lanserades av det norska livsmedelsföretaget Freia A/S under 1970-talet och såldes till svenska Malaco under 1990-talet. Bugg var styckvis förpackat och populärt i Sverige och Norge främst under 1970- till 1990-talen. När Malaco började tillverka Bugg fick förpackningen en annan design.
Bugg fanns i smaker som banan, cola, lakrits och jordgubb. Det fanns även en variant med jordgubbssmak som hette Bubbli.[källa behövs] Bugg försvann från butikshyllorna 2002.

## Återlansering
År 2009 återlanserades tuggummit av schweiziska Chocolat Frey och affärsutvecklingsbyrån Department of Doing, denna gång sockerfri med naturliga smakämnen och en nyklassisk förpackning. Försäljningen har dock varit begränsad.

## I populärkultur
Den svenska dansbands- och popsångerskan Lotta Engberg sjöng 1987 om Bugg i sången "Fyra Bugg & en Coca Cola". På grund av varumärken i titeln och texten diskvalificerades den från Svensktoppen och skrevs om till Eurovision Song Contest med den nya titeln "Boogaloo".